# Carousel (musical)
Carousel è un musical con musiche di Richard Rodgers e libretto di Oscar Hammerstein II, debuttato a Broadway nel 1945. Seconda collaborazione tra Rodgers e Hammerstein, il musical è tratto dal poema scenico di Ferenc Molnár Liliom, seppure con importanti modifiche: la scena, ad esempio, si sposta da Budapest alle coste del Maine. Molnár aveva già rifiutato i diritti ad altri autori che volevano riadattare il suo poema scenico, ma li concesse ai due statunitensi. Ritenendo che il finale originale fosse troppo deprimente per un musical, Hammerstein lo modificò con una conclusione più aperta alla speranza e al perdono. La trama narra della relazione tra il giostraio Billy Bigelow e l'operaia Julie Jordan, una relazione che costa ad entrambi il posto di lavoro; per provvedere economicamente alla moglie incinta, Billy partecipa ad una rapina che termina tragicamente con la sua morte. Tuttavia a Billy verrà data una seconda opportunità e potrà tornare sulla terra per rimediare ai torti fatti. La sottotrama invece racconta dell'amore tra l'operaia Carrie Pipperidge e l'ambizioso pescatore Enoch Snow. La colonna sonora di Rodgers, che il compositore stesso considerava il suo lavoro migliore, include brani divenuti grandi classici del teatro musicale, tra cui If I Loved You, Mister Snow, June Is Bustin' Out All Over e You'll Never Walk Alone.
Dopo lo straordinario successo della loro prima collaborazione, Oklahoma! (1943), Rodgers e Hammerstein temevano che il nuovo lavoro venisse considerato sfavorevolmente, soprattutto se paragonato alla loro opera prima. Tuttavia, Carousel si rivelò invece un enorme successo di critica e di pubblico, rimanendo in scena per 890 repliche, debuttando trionfalmente a Londra nel 1950 e venendo anche adattato nel film omonimo nel 1956, diretto da Henry King e interpretato da Gordon MacRae, Shirley Jones e Cameron Mitchell. Carousel fu successivamente riproposto sulle scene newyorchesi e londinesi in numerosi revival, ne furono realizzate numerose incisioni discografiche e la rivista Time lo ha definito il miglior musical del XX secolo. In anni recenti, il musical è stato oggetto di critiche per la sua rappresentazione (secondo alcuni) romanticizzata della violenza domestica, ma negli anni 90 al musical fu infusa nuova linfa dalla produzione diretta da Nicholas Hytner, che si rivelò un grande trionfo a Londra (1992), Broadway (1994), Giappone (1995) e nel successivo tour statunitense.

## Trama

### Primo Atto
Maine, 1873. All'uscita dalla fabbrica, le due operaie Julie Jordan e Carrie Pipperidge fanno un giro sulla giostra ("carousel", in inglese) e Julie attira l'attenzione del giostraio Billy Bigelow (The Carousel Walts). Mentre sono sulla giostra, Billy mette il braccio intorno alla vita di Julie e Mrs Mullin, la vedova proprietaria dell'attrazione, ordina a Julie di non tornare più. Julie e Carrie litigano con la donna e Billy interviene: quando l'uomo si accorge che la vedova è gelosa la deride e viene licenziato. La cosa non infastidisce Billy, che invita Julie a uscire con lui. Mentre prende le sue cose, Carrie interroga Julie sui suoi sentimenti per il giostraio, ma la ragazza non sa cosa rispondere (You're a Queer One, Julie Jordan). Ora che anche l'amica ha uno spasimante, Carrie si sente libera di confidare a Julie di avere un innamorato, il pescatore Enoch Snow, con cui si è appena fidanzata (Mr Snow). Billy ritorna e Carrie si congeda, ricordando a Julie che stare fuori fino a tardi potrebbe portarla a perdere il lavoro. Proprio in quel momento il proprietario della fabbrica, Mr. Bascombe, passa con un poliziotto, si offre di accompagnare Julie a casa e, al rifiuto della giovane, la licenzia. Rimasti soli, Billy e Julie cominciano a immaginare come sarebbe la loro vita se si amassero, ma nessuno dei due riesce a confessare la crescente attrazione per l'altro (If I Loved You).
È passato un mese, Julie e Billy si sono sposati e vivono nella piccola stazione termale della cugina di Julie, Nettie. Mentre tutti si preparano per il grande picnic (June Is Bustin' Out All Over), Julie rivela a Carrie che Billy, frustrato per essere ancora disoccupato e preoccupato per i soldi, l'ha picchiata. Carrie racconta a tutte del suo fidanzamento ed è interrotta dall'entrata in scena del promesso sposo, Mr Snow (Mr Snow (Reprise)). Billy ritorna con il suo amico Jigger Graigin, un baleniere disoccupato e un poco di buono. Billy è apertamente scortese con Snow e la moglie e se ne va con Jigger, seguito da Julie. Rimasti soli, Enoch rivela alla promessa sposa i suoi piani per il futuro: arricchirsi vendendo sardine e fare tanti figli (When the Children Are Asleep).
Jigger e il resto della ciurma cantano della vita sul mare (Blow High, Blow Low) ed il baleniere propone a Billy di unirsi a lui e qualche compagno per derubare Mr. Bascombe, ma Bigelow rifiuta, dato che l'ex-capo di Julie potrebbe restare ucciso nella rapina. Mrs. Mullin ritorna e offre a Billy il suo vecchio lavoro, alla condizione che lasci Julie: la sua scusa è che un giostraio sposato non riuscirebbe ad attirare tante clienti quanto un giostraio scapolo e focoso. Billy considera l'offerta, ma cambia idea quando Julie gli rivela di essere incinta. Billy è estasiato dalla notizia, ma si preoccupa ancora di più per i soldi ora che dovrà provvedere per un figlio o una figlia (Soliloquy). Decide quindi di guadagnarsi i soldi in ogni modo e raggiunge Jigger per unirsi a lui nella rapina. Per crearsi un alibi, Billy si unisce a una felicissima Julie per il picnic e tutti si preparano per la scampagnata.

### Secondo Atto
Mentre tutti si congratulano per la buona riuscita del picnic (This Was a Real Nice Clambake), Jigger prova a sedurre Carrie, che lo respinge, ma Enoch, assistendo solo a parte della scena, crede che lei lo stia tradendo. Snow lascia Carrie (Geraniums In the Winder) e Jigger si rallegra della notizia (There's Nothin' So Bad for a Woman); mentre le ragazze provano a consolare Carrie, Julie riflette sull'amore e sul vincolo indissolubile che lega lei e ogni donna all'uomo che si ama (What's the Use of Wond'rin'?). Vedendo il marito allontanarsi con Jigger, Julie prova a fermarlo e sente il pugnale sotto la sua camicia. Billy ignora le sue proteste e se ne va con l'amico.
La rapina va in fumo: Bascombe ha già depositato in banca il guadagno settimanale e, sentendosi minacciato, tira fuori una pistola. Jigger fugge e Billy, non volendo finire in prigione, si pugnala. Julie arriva giusto in tempo per sentirlo pronunciare le sue ultime parole: soltanto dopo la morte di Billy, la ragazza riesce a confessargli il suo grande amore per lui. Carrie ed Enoch sono riappacificati dalla tragedia e la cugina Nettie prova a fare coraggio a Julie (You'll Never Walk Alone).
Lo spirito di Billy viene portato in cielo, dove incontra lo Starkeeper, un ufficiale celeste che lo informa del suo destino: Billy non ha compiuto abbastanza bene sulla Terra per entrare in paradiso, ma finché esiste qualcuno al mondo che lo ricordi, Billy potrà tornare tra i suoi cari per provare a redimersi (The Highest Judge of All). Lo Starkeeper gli dice che sono passati quindici anni dalla sua morte e gli consiglia di provare a salvarsi facendo del bene alla figlia Louise. Billy vede che la figlia è diventata una ragazzina sola e aspra, ostracizzata dalla numerose prole degli Snow per avere come padre un violento e un ladro; un ragazzo di passaggio con una fiera (non diverso da Billy) seduce la ragazza, ma la abbandona perché troppo giovane (Ballet: Billy Makes a Journey). Lo Starkeeper suggerisce a Billy di andare a rimediare e il giostraio ruba una stella per portarla alla ragazza, mentre lo Starkeeper finge di non accorgersene.
Fuori dal cottage di Julie, Carrie racconta alle amiche del viaggio a New York con il marito, che è riuscito ad arricchirsi, ed Enoch arriva per portare la moglie al diploma dei figli, che si terrà più tardi nello stesso giorno. Invisibili agli occhi di tutti, lo Starkeeper e Billy entrano in casa, dove Louise rivela ad Enoch Jr. di volersi unire a degli attori girovaghi; Enoch Jr. le dice che glielo impedirà sposandola, ma che probabilmente il padre riterrebbe inopportuna la loro unione. Louise di infuria, entrambi offendono il padre dell'altro e la ragazza caccia Enoch Jr. da casa. Billy si rivela alla figlia in lacrime e si presenta come un amico del padre. Per consolarla le dona la stella rubata, ma la ragazza non vuole accettarla e lui la colpisce sulla mano e scompare. Julie vede la figlia sconvolta e la ragazza le racconta l'accaduto e di quello schiaffo che più che un colpo sembrava un bacio. Julie capisce il significato di quelle parole, trova la stella e sembra percepire la presenza del marito (If I Loved You (Reprise)).
La cerimonia del diploma è tenuta dal dottor Seldon (che assomiglia sorprendentemente allo Starkeeper), che incoraggia i diplomandi a non curarsi dei successi o dei fallimenti dei loro genitori, ma di cercarsi e costruirsi la propria strada nel mondo. Mentre invita tutti a cantare You'll Never Walk Alone, Billy sussurra a Louise di credere alle parole dell'uomo e la ragazza capisce che può scegliere di non isolarsi. Dopo aver dichiarato il suo amore a Julie, Billy viene assunto in cielo mentre tutti cantano la canzone di Nettie (You'll Never Walk Alone (Reprise)).

## Numeri musicali
Primo Atto
- The Carousel Waltz – Orchestra
- You're a Queer One, Julie Jordan – Carrie Pipperidge e Julie Jordan
- (When I Marry) Mister Snow – Carrie
- If I Loved You – Billy Bigelow e Julie
- June Is Bustin' Out All Over – Nettie Fowler e compagnia
- (When I Marry) Mister Snow (reprise) – Carrie, Enoch Snow e ragazze
- When the Children Are Asleep – Enoch e Carrie
- Blow High, Blow Low – Jigger Craigin, Billy e marinai
- Soliloquy – Billy

Secondo Atto
- This Was a Real Nice Clambake – Carrie, Nettie, Julie, Enoch e coro
- Geraniums in the Winder – Enoch
- There's Nothin' So Bad for a Woman - Jigger
- What's the Use of Wond'rin'? – Julie
- You'll Never Walk Alone – Nettie
- The Highest Judge of All – Billy
- Ballet: Billy Makes a Journey – Orchestra
- If I Loved You (reprise) – Billy
- Finale: You'll Never Walk Alone (reprise) – Tutto il cast

## Personaggi e interpreti
| Personaggi           | Descrizione                                                            | Broadway, 1945    | Altri interpreti |
| -------------------- | ---------------------------------------------------------------------- | ----------------- | --- |
| Julie Jordan         | Giovane operaia innamorata di Billy                                    | Jan Clayton       | Iva Withers, Barbara Cook, Constance Towers, Joanna Riding, Sarah Uriarte Berry, Jennifer Laura Thompson, Alexandra Silber, Katherine Jenkins, Jessie Mueller, Laura Osnes, Audra McDonald, Gemma Sutton, Kelli O'Hara, Alice Ripley, Judy Kaye, Betsy Joslyn, Jo Sullivan Loesser, Laura Wade, Jennifer Hope Wills, Erin Davie, Stephanie Zimbalist                   |
| Billy Bigelow        | Giostraio innamorato di Julie                                          | John Raitt        | Stephen Douglass, Michael Hayden, Howard Keel, Patrick Wilson, Alfie Boe, Joshua Henry, John McCook, Steven Pasquale, Mandy Patinkin, Hugh Jackman, Laurence Guittard, Tom Wopat, Aaron Lazar, Davis Gaines, Ron Holgate, Robert Goulet, James Snyder, John Cullum, Hadley Fraser, Norman Bowman, Nathan Gunn, Declan Bennett, Marcus Lovett, Richard White, Rex Smith |
| Carrie Pipperidge    | Amica e collega di Julie, innamorata di Enoch                          | Jean Darling      | Audra McDonald, Janie Dee, Lauren Ward, Lindsay Mendez, Jessie Mueller, Barbara Cook, Pat Stanley, Susan Watson, Faith Prince, Christiane Noll, Sophie-Louise Dann, Tracie Bennett |
| Enoch Snow           | Ambizioso pescatore fidanzato con Carrie                               | Eric Mattson      | Jason Danieley, Alexander Gemignani, Clive Rowe, John Owen-Jones, Barry James, Russell Nype, David Warshofsky, Eddie Korbich |
| Nettie Fowler        | Cugina di Julie                                                        | Christine Johnson | Stephanie Blythe, Meg Bussert, Judy Kaye, Patricia Routledge, Renée Fleming, Shirley Verrett, Shezwae Powell, Denyce Graves, Judith Roberts, Teri Ralston, Joanna Riding, Sarah Uriarte Berry |
| Jigger Craigin       | Baleniere e ladro, amico di Billy                                      | Murvyn Vye        | Norbert Leo Butz, Stewart Clarke, Jerry Orbach, Fisher Stevens, Amar Ramasar, Phil Daniels, Shuler Hensley, John Spencer, Taye Diggs, Brian d'Arcy James, Martin Vidnovic |
| Mrs Mullin           | Vedova proprietaria della giostra, datrice di lavoro di Billy          | Jean Casto        | Charlotte d'Amboise, Blythe Danner, Kate Burton, Margaret Colin, Dee Wallace |
| Louise Bigelow       | Figlia di Julie e Billy                                                | Bambi Linn        | Brittany Pollack, Laura Michelle Kelly |
| Starkeeper/Dr Seldon | Alto funzionario celeste/dottore che va il discorso ai diplomandi      | Russell Collins   | Philip Bosco, Milo O'Shea, John Cullum, Tom Bosley, Tony Roberts, Edmund Lyndeck, Matthew Kelly, Roy Dotrice |
| Ragazzo della fiera  | Giovane girovago in viaggio con la fiera, danza pas de deux con Louise | Robert Pagent     | Robert Fairchild, Ryan Steele, Rob Ashford |

## Produzioni principali

### Primi allestimenti
La prima di Broadway avvenne al Majestic Theatre di New York il 19 aprile 1945. Dopo una prova generale disastrosa, i due autori temevano un fiasco, ma il musical si rivelò un enorme successo sin dalla prima chiamata alla ribalta. La produzione originale rimase in cartellone per 890 repliche, prima di chiudere il 24 maggio 1947. Il cast originale comprendeva: John Raitt (Billy), Jan Clayton (Julie), Jean Darling (Carrie), Eric Mattson (Enoch Snow), Christine Johnson (Nettie Fowler), Murvyn Vye (Jigger), Bambi Linn (Louise) e Russell Collins (Starkeeper). Allo scadere dei loro contratti Clayton fu sostituita da Iva Withers nel dicembre 1945, Raitt da Henry Michel nel gennaio 1947 e Darling da Margot Moser.
Al termine delle repliche a Broadway, il musical si imbarcò in tour che durò due anni (di cui cinque mesi passati nella sola Chicago) che toccò venti stati e due città canadesi e che fu visto da quasi due milioni di spettatori. Sull'onda del successo nel resto del Paese, il tour fece una fermata al New York City Center nel 1949 e subito dopo ritornò al Majestic Theatre nella speranza che occupasse il teatro fino al debutto di South Pacific in Aprile. La vendita dei biglietti fu mediocre e lo spettacolo chiuse con un mese d'anticipo.
Il 7 giugno 1950 Carousel debuttò sulle scene londinesi al Theatre Royal Drury Lane, dove rimase in scena per un anno e mezzo e un totale di 557 repliche. Facevano parte del cast:  Stephen Douglass (Billy), Iva Withers (Julie) e Margot Moser (Carrie). Jerome Whyte curava la regia.

### Allestimenti successivi
La New York City Center Light Opera Company ripropose Carousel al New York City Center nel 1954 e nel 1957, entrambe le volte con Barbara Cook nel cast: nel ruolo di Carrie nel 1954 e come Julie accanto al Billy di Howard Keel nel 1957. Il secondo allestimento fu portato all'Expo di Bruxelles del 1958, con David Atkinson nel ruolo di Billy, Ruth Kobart in quello di Nettie e la Clayton ancora una volta nei panni di Julie.
Nel 1956 Rodgers produsse un revival del musical per il Lincoln Center, rimasto in scena per 47 repliche. Per l'occasione, Raitt tornò ad interpretare Billy e, accanto a lui nel cast, la produzione annoverava Jerry Orbach (Jigger) ed Edward Everett Horton (Starkeeper/Dr Seldon) nella sua ultima apparizione sulle scene. L'anno dopo la New York City Center Light Opera Company rimise in scena Carousel per 22 repliche, con Constance Towers nel ruolo di Julie.
Nel 1992 Nicholas Hytner diresse un revival del musical per il Royal National Theatre di Londra, una produzione infuse nuova linfa al musical donandogli nuovamente lustro e successo a livello internazionale. Kenneth MacMillan curava le coreografie, Bob Crowley le scenografie. La produzione di Hynter usò l'ouverture per mostrare le condizioni del lavoro in fabbrica di Carrie e Julie, ma anche per far montare in scena ogni sera la giostra su cui i due protagonisti si incontrano e innamorano; il Pas de deux del secondo atto tra Louise e il ragazzo della fiera si svolgerà proprio qui, vicino alle rovine della giostra fatiscente. Hynter fu anche il primo a volere un cast multietnico e il ruolo di Enoch Snow fu affidato all'attore di colore Clive Rowe; il New York Times descrisse gli otto bambini che Snow ha da Carrie (l'attrice bianca Janie Dee) come una pubblicità della United Colors of Benetton. Il ruolo di Billy fu interpretato da Michael Haydn, le cui fattezze fanciullesche e il fisico minuto lo resero un Bigelow molto diverso dagli imponenti attori che lo avevano preceduto: più che un uomo massiccio e violento incapace di controllare la propria forza, il suo Billy era una bomba ad orologeria sempre pronto a scoppiare. Completavano il cast Joanna Riding nel ruolo di Julie e Patricia Routledge in quello di Nettie. Riding, Haydn, Dee e Rowe furono tutti candidati al Laurence Olivier Award per le loro interpretazioni, ma solo la Riding e la Dee vinsero il premio per, rispettivamente, la miglior attrice protagonista in un musical e la miglior performance in un ruolo non protagonista in un musical. Hynter vinse il premio al miglior regista, mentre l'allestimento vinse come miglior revival di un musical. Dopo aver registrato il tutto esaurito al National Theatre dal dicembre 1992 al marzo 1993, il produttore Cameron Mackintosh ripropose l'allestimento nel West End di Londra dal settembre 1993 al maggio 1994.
Il 24 marzo 1994 la produzione di Hynter debuttò al Lincoln Center di New York, dove rimase in scena per 322 repliche e vinse cinque Tony Award, tra cui miglior revival e miglior regia di un musical. Il cast comprendeva Sally Murphy (Julie), Shirley Verrett (Nettie), Fisher Stevens (Jigger) ed Eddie Korbich in quello di Enoch; per la sua performance nel ruolo di Carrie, Audra McDonald vinse il primo dei suoi sei Tony Award. Nel 1995 la produzione di Hynter fu messa in scena in Giappone con Masachika Ichimura, mentre nel febbraio 1996 partiva da Houston un tour statunitense con Patrick Wilson nel ruolo di Billy. Il tour, durato quindici mesi, si concluse nel Rhode Island nel maggio 1997; Jennifer Laura Thompson interpretava Julie.
Carousel tornò sulle scene londinesi nel dicembre 2008, in un allestimento al Savoy Theatre con Jeremiah James (Billy), Alexandra Silber (Julie) e Lesley Garrett (Nettie). Il musical rimase in scena sette mesi ed ottenne recensioni contrastanti, che comunque evidenziano unanimemente l'inferiorità di questo revival rispetto a quello di Hynter. Nell'estate 2014 il musical andò in scena nell'Off West End, all'Arcola Theatre, con Gemma Sutton nel ruolo di Julie e Tim Rogers in quello di Billy.
Jack O'Brien ha diretto un terzo revival di Broadway in scena all'Imperial Theatre di New York dal febbraio 2018. Il cast comprende Jessie Mueller (Julie), Joshua Henry (Billy), Lindsay Mendez (Carrie), Alexander Gemignani (Enoch), Margaret Colin (Mrs Mullin) e la star dell'opera Renée Fleming al suo debutto nel mondo del musical nel ruolo di Nettie. Le recensioni hanno apprezzato il cast e l'aspetto musicale della messa in scena, ma hanno evidenziato come la regia di O'Brien non riesca ad adattare il musical ad una sensibilità moderna.
Un nuovo allestimento londinese è andato in scena al Regent's Park Open Air Theatre nell'estate del 2021 per la regia di Timothy Sheader e con Declan Bennett nel ruolo di Billy Bigelow e Carly Bawden in quello di Julie; per l'occasione, Joanna Riding – già acclamata protagonista dell'edizione londinese del 1992 – è tornata nel musical per interpretare Nettie Fowler. Il nuovo revival ha suscitato reazioni contrastanti nella critica a causa della decisione si spostare la scena dal Maine del XIX secolo all'Inghilterra di metà Novecento, oltre che per la scelta di riscrivere il finale in modo tale che Billy non venisse redento.

### Versioni concertisiche
Carousel è stato spesso messo in scena in forma concertistica o semiscenica, spesso chiamando interpreti d'eccezione per questi eventi. Il 6 giugno 2002 la Carnegie Hall presentò il musical sotto forma di concerto con Hugh Jackman nel ruolo di Billy, Audra McDonald in quello di Julie, Norbert Leo Butz (Jigger), Lauren Ward (Carrie), Jason Danieley (Enoch), Philip Bosco (Starkeeper), Blythe Danner (Mrs Mullin) e Judy Kaye (Nettie).
Dal 28 febbraio al 2 marzo 2013 l'Avery Fisher Hall di New York ospitò un altro adattamento concertistico, questa volta con: Kelli O'Hara (Julie), Nathan Gunn (Billy), Jessie Mueller (Carrie), Jason Danieley (Enoch), Kate Burton (Mrs Mullin), Robert Fairchild (ragazzo della fiera), Shuler Hensley (Jigger), John Cullum (Starkeeper) e Stephanie Blythe (Nettie).
Nel 2017 Lonny Price ha diretto una versione semiscenica al London Coliseum con Alfie Boe e Katherine Jenkins nel ruolo dei protagonisti, ma la produzione è stata accolta freddamente dalla critica, che evidenziò le scarse doti drammatiche di Boe e Jenkins.
Nel maggio 2019 il produttore Alex Parker ha messo in scena e diretto l'orchestra di una versione concertistica del musical, in scena alla Cadogan Hall di Londra. Janie Dee e Joanna Riding per l'occasione sono tornate a interpretare i ruoli di Carrie e Julie già ricoperti ventisette anni prima al National Theatre per la regia di Nicholas Hytner, mentre Hadley Fraser ha interpretato Billy. Patricia Routledge, già Nettie nella produzione di Hytner, ha svolto le funzioni di narratrice, mentre Matthew Kelly ha interpretato lo Starkeeper.

## Versione cinematografica
Nel 1956 Henry King diresse l'omonimo adattamento cinematografico del musical, con Gordon MacRae nel ruolo di Billy, Shirley Jones in quello di Julie e Cameron Mitchell in quello di Jigger. Per il ruolo di Billy era stato inizialmente scelto Frank Sinatra.

## Premi e candidature

### Broadway, 1945
| Year | Award                                | Category                                         | Nominee                                          | Result          |
| ---- | ------------------------------------ | ------------------------------------------------ | ------------------------------------------------ | --------------- |
| 1945 | Donaldson Award                      | Migliore opera teatrale della stagione 1944-1945 | Migliore opera teatrale della stagione 1944-1945 | Vincitore/trice |
| 1945 | Donaldson Award                      | Miglior attore protagonista                      | John Raitt                                       | Vincitore/trice |
| 1945 | Donaldson Award                      | Miglior regia di un musical                      | Rouben Mamoulian                                 | Vincitore/trice |
| 1945 | Donaldson Award                      | Miglior performance nella danza                  | Bambi Linn                                       | Vincitore/trice |
| 1945 | Donaldson Award                      | Miglior performance nella danza                  | Peter Birch                                      | Vincitore/trice |
| 1945 | Donaldson Award                      | Libretto & colonna sonora                        | Rodgers e Hammerstein                            | Vincitore/trice |
| 1945 | Donaldson Award                      | Migliori coreografie                             | Agnes DeMille                                    | Vincitore/trice |
| 1945 | Donaldson Award                      | Migliori costumi                                 | Miles White                                      | Vincitore/trice |
| 1946 | New York Drama Critics' Circle Award | Miglior musical                                  | Miglior musical                                  | Vincitore/trice |
| 1946 | Theatre World Award                  | Miglior debutto                                  | Ann Crowley                                      | Vincitore/trice |

### Broadway, 1957
| Year | Award      | Category             | Nominee      | Result          |
| ---- | ---------- | -------------------- | ------------ | --------------- |
| 1957 | Tony Award | Migliori scenografie | Oliver Smith | Vincitore/trice |

### Londra, 1992
| Year | Award         | Category                                                       | Nominee                       | Result          |
| ---- | ------------- | -------------------------------------------------------------- | ----------------------------- | --------------- |
| 1993 | Olivier Award | Miglior revival di un musical                                  | Miglior revival di un musical | Vincitore/trice |
| 1993 | Olivier Award | Miglior regia di un musical                                    | Nicholas Hytner               | Vincitore/trice |
| 1993 | Olivier Award | Miglior attore in un musical                                   | Michael Hayden                | Candidato/a     |
| 1993 | Olivier Award | Miglior attrice in un musical                                  | Joanna Riding                 | Vincitore/trice |
| 1993 | Olivier Award | Miglior performance in un ruolo non protagonista in un musical | Janie Dee                     | Vincitore/trice |
| 1993 | Olivier Award | Miglior performance in un ruolo non protagonista in un musical | Clive Rowe                    | Candidato/a     |
| 1993 | Olivier Award | Migliori coreografie                                           | Kenneth MacMillan             | Candidato/a     |
| 1993 | Olivier Award | Miglior scenografia                                            | Bob Crowley                   | Candidato/a     |
| 1993 | Olivier Award | Migliori costumi                                               | Bob Crowley                   | Candidato/a     |

### 1994 Broadway revival
| Year | Award               | Category                                       | Nominee                             | Result          |
| ---- | ------------------- | ---------------------------------------------- | ----------------------------------- | --------------- |
| 1994 | Tony Award          | Miglior revival di un musical                  | Miglior revival di un musical       | Vincitore/trice |
| 1994 | Tony Award          | Miglior attrice non protagonista in un musical | Audra McDonald                      | Vincitore/trice |
| 1994 | Tony Award          | Miglior regia di un musical                    | Nicholas Hytner                     | Vincitore/trice |
| 1994 | Tony Award          | Migliori coreografie                           | Sir Kenneth MacMillan               | Vincitore/trice |
| 1994 | Tony Award          | Miglior scenografia                            | Bob Crowley                         | Vincitore/trice |
| 1994 | Drama Desk Award    | Miglior revival di un musical                  | Miglior revival di un musical       | Vincitore/trice |
| 1994 | Drama Desk Award    | Miglior attore in un musical                   | Michael Hayden                      | Candidato/a     |
| 1994 | Drama Desk Award    | Miglior attrice non protagonista in un musical | Audra McDonald                      | Vincitore/trice |
| 1994 | Drama Desk Award    | Migliori coreografie                           | Jane Elliot e Sir Kenneth MacMillan | Vincitore/trice |
| 1994 | Drama Desk Award    | Miglior regia di un musical                    | Nicholas Hytner                     | Vincitore/trice |
| 1994 | Drama Desk Award    | Migliori luci                                  | Paul Pyant                          | Candidato/a     |
| 1994 | Drama Desk Award    | Miglior scenografia                            | Bob Crowley                         | Candidato/a     |
| 1994 | Theatre World Award | Audra McDonald                                 | Audra McDonald                      | Vincitore/trice |
| 1994 | Theatre World Award | Michael Hayden                                 | Michael Hayden                      | Vincitore/trice |

### Broadway, 2018
| Anno | Premio            | Categoria                                      | Candidato                     | Risultato       |
| ---- | ----------------- | ---------------------------------------------- | ----------------------------- | --------------- |
| 2018 | Tony Awards       | Miglior revival di un musical                  | Miglior revival di un musical | Candidato/a     |
| 2018 | Tony Awards       | Miglior attore protagonista in un musical      | Joshua Henry                  | Candidato/a     |
| 2018 | Tony Awards       | Miglior attrice protagonista in un musical     | Jessie Mueller                | Candidato/a     |
| 2018 | Tony Awards       | Miglior attore non protagonista in un musical  | Alexander Gemignani           | Candidato/a     |
| 2018 | Tony Awards       | Miglior attrice non protagonista in un musical | Renée Fleming                 | Candidato/a     |
| 2018 | Tony Awards       | Miglior attrice non protagonista in un musical | Lindsay Mendez                | Vincitore/trice |
| 2018 | Tony Awards       | Migliori costumi                               | Ann Roth                      | Candidato/a     |
| 2018 | Tony Awards       | Migliori luci                                  | Brian MacDevitt               | Candidato/a     |
| 2018 | Tony Awards       | Miglior sound design                           | Scott Lehrer                  | Candidato/a     |
| 2018 | Tony Awards       | Miglior coreografia                            | Justin Peck                   | Vincitore/trice |
| 2018 | Tony Awards       | Migliori orchestrazioni                        | Jonathan Tunick               | Candidato/a     |
| 2018 | Drama Desk Awards | Miglior revival di un musical                  | Miglior revival di un musical | Candidato/a     |
| 2018 | Drama Desk Awards | Miglior attore in un musical                   | Joshua Henry                  | Candidato/a     |
| 2018 | Drama Desk Awards | Miglior attrice in un musical                  | Jessie Mueller                | Vincitore/trice |
| 2018 | Drama Desk Awards | Miglior attore non protagonista in un musical  | Alexander Gemignani           | Candidato/a     |
| 2018 | Drama Desk Awards | Miglior attrice non protagonista in un musical | Lindsay Mendez                | Vincitore/trice |
| 2018 | Drama Desk Awards | Miglior regia di un musical                    | Jack O'Brien                  | Candidato/a     |
| 2018 | Drama Desk Awards | Migliori coreografie                           | Justin Peck                   | Vincitore/trice |
| 2018 | Drama Desk Awards | Migliori orchestrazioni                        | Jonathan Tunick               | Vincitore/trice |
| 2018 | Drama Desk Awards | Miglior scenografia                            | Santo Loquasto                | Candidato/a     |
| 2018 | Drama Desk Awards | Migliori luci in un musical                    | Brian MacDevitt               | Candidato/a     |
| 2018 | Drama Desk Awards | Miglior Sound Design in un Musical             | Scott Lehrer                  | Candidato/a     |
| 2018 | Drama Desk Awards | Miglior fighting design                        | Steve Rankin                  | Vincitore/trice |

## Incisioni discografiche
- Carousel (1945 Original Broadway Cast Recording): Jan Clayton, John Raitt, Jean Darling, Christine Johnson, Russell Collins. Decca.
- Carousel (1950 Original London Cast Recording): Iva Withers, Stephen Douglass, Margot Moser, Eric Mattson, Marion Ross. Columbia Records.
- Carousel (1953 Studio Cast): Doretta Morrow, John Raitt, Brena Lewis. RCA Victor.
- Carousel (1955 Studio Cast): Robert Merrill, Patrice Munsel, Florence Henderson, George Irving, Gloria Lane. RCA Victor.
- Carousel (1958 Brussels World's Fair): Jan Clayton, Gloria Wood Chorus. Walt Disney Records
- Carousel (1960 Studio Cast): Charmaine Harma, Lois Hunt, Harry Snow, Helena Saymour, Clifford Young, Kay Lande. Fontana Fortune.
- Carousel (1960 Studio Cast Recording): Norma Cleary, Barbara Altman, Lawrence Chelsi, Eddie Ruhl, Tom O'Leary. Rondolette.
- Carousel (1961 Studio Album): John Adams, Barbara Elsi, Berry Kent, Diana Landon, Elizabeth Larner. World Record Club.
- Carousel (1962 Studio Cast): Alfred Drake, Roberta Peters, Lee Venora, Jon Crain, Norman Treigle, Claramae Turner. Stage Door.
- Carousel (1965 Studio Cast): Cheryl Kennedy, Shirley Chapman, David Holliday, Matt Zimmerman. Music of Pleasure.
- Carousel (1965 Lincoln Center): John Raitt, Eileen Christy, Susan Watson, Katherine Hilgenberg, Reid Shelton, Jerry Orbach. ArkivMusic.
- Carousel (1987 London Studio Cast): Barbara Cook, Sarah Brightman, Samuel Ramey, David Rendall, Maureen Forrester. MCA Records.
- Carousel (1993 London Cast Recording): Joanna Riding, Michael Haydn, Kathryna Murphy, Clive Rowe, Meg Johnson. RCA Victor.
- Carousel (1993 London Studio Cast): Claire Moore, Dave Willetts. Pulse Records
- Carousel (1994 Broadway Revival Cast Recording): Audra McDonald, Michael Hayden, Duanne Boutté, Brian d'Arcy James, Taye Diggs, Lauren Ward, Shirley Verrett. Broadway Angels.
- Carousel (1995 Japanese Cast Recording, Red): Masachika Ichimura. Toshiba.
- Carousel (2015 Stratford Festival Cast): Alexis Gordon, Robin Evan Willis, Jonathan Winsby, Alana Hibbert. Stratford Festival.
- Carousel (2018 Broadway Revival Cast Recording): Jessie Mueller, Joshua Henry, Lindsay Mendez, Alexander Gemignani, Renée Fleming. Craft Recordings

## Curiosità
Il brano di apertura The Carousel Waltz è stato utilizzato come intro della canzone Tunnel of Love eseguita dai Dire Straits nel 1980 nel album Making Movies.